# Physoconops nigroclavatus
Physoconops nigroclavatus är en tvåvingeart som beskrevs av Camras 1992. Physoconops nigroclavatus ingår i släktet Physoconops och familjen stekelflugor. Inga underarter finns listade i Catalogue of Life.